# Félix Arenas Gaspar
Félix Arenas Gaspar (San Juan, 13 dicembre 1891 – Tistutin, 29 luglio 1921) è stato un ufficiale spagnolo.

## Biografia
Suo padre Félix Arenas Gaspare, era un capitano di una divisione di artiglieria di stanza sull'isola. La sua famiglia si trasferì in Spagna quando Portorico divenne possedimento degli Stati Uniti come un risultato del Trattato di Parigi del 1898, che ha concluso la guerra ispano-americana. Si stabilirono nel comune di Molina de Aragón, dove la sua famiglia era originaria, e lì ha ricevuto la sua istruzione primaria e secondaria.

## Carriera
Nel 1906, entrò nell'Accademia Militare di Ingegneri di Guadalajara, e ha conseguito il grado di tenente dell'esercito spagnolo nel 1911. Nell'ottobre 1913, è stato assegnato alla Società aerostazione di Tetuán e servì in Nord Africa, dove è stato coinvolto in un combattimento attivo.
Dal 1914 al 1917 ha frequentato la Scuola Superiore di Guerra, durante il quale (1915) è stato promosso al grado di capitano. Nel 1919 gli fu dato il comando della 2ª Compagnia di Zapadores a Melilla.

### Guerra del Rif
Nel 1919, una ribellione contro il dominio coloniale spagnolo ha avuto luogo nel Marocco spagnolo, un protettorato spagnolo in quella che è conosciuta come la guerra del Rif. Nel luglio 1921, molti avamposti militari spagnoli vennero ceduti ai ribelli, come parte della Battaglia di Annuale, e Arenas Gaspar, insieme con un tenente colonnello di nome Ugarte, si diresse verso la città e la fortezza di Dar Drius. Durante il loro viaggio hanno incontrato i membri di una squadra spagnola in ritirata da Dar Drius, che li ha informati che il passaggio è stato bloccato. Arenas Gaspar si unì alla squadra, che comprendeva molti dei loro feriti, e si diresse verso il Monte Arruit. Dopo aver aiutato con i feriti, Arenas Gaspar ha deciso di andare a Tistutin per difendere la posizione spagnola lì, e per ristabilire il servizio telegrafico con il Monte Arruit che era stato interrotto.
La posizione di Arena Gaspar era costantemente sotto attacco nemico. È stato gravemente ustionato quando uno dei serbatoi di benzina che egli portava venne fatto saltare in aria, ma non prima di aver ucciso dieci nemici.
Il 29 luglio, alle truppe spagnole è stato ordinato di ritirarsi al forte di Monte Arruit. Arenas Gaspar si offrì di rimanere nella parte posteriore per coprire la ritirata con al capitano Aguirre e 200 uomini. Hanno combattuto contro il nemico fino a quando le truppe spagnole furono al sicuro. Poi si trovarono circondati e in inferiorità numerica. Hanno combattuto contro i ribelli.
Arenas Gaspar si incaricò di una delle batterie di artiglieria e aprì il fuoco, che fermò l'avanzata nemica e ha permesso ai suoi uomini di raggiungere il Monte Arruit. Purtroppo uno dei ribelli fu in grado di avvicinarsi abbastanza ad Arenas Gaspar, che gli sparò alla testa, e lo uccise.